# Henner Gimpel
Henner Gimpel ist ein deutscher Hochschullehrer und Inhaber des Lehrstuhls für Digitales Management an der Universität Hohenheim. 

## Leben
Gimpel studierte Wirtschaftsingenieurwesen an der Universität Karlsruhe (TH) mit Schwerpunkten in Betriebswirtschaftslehre und Angewandter Informatik. Er wurde Mitglied des Corps Saxonia Karlsruhe und 2004 war er 2. Vorortsprecher des Weinheimer Senioren-Convents. Seine Doktorarbeit befasst sich mit der Schnittstelle zwischen Wirtschaftsinformatik und Verhaltensökonomie. 2006 wurde er von der Fakultät für Wirtschaftswissenschaften zum Dr. rer. pol. promoviert. Fünf Jahre war er Unternehmensberater bei McKinsey. Zwischen 2014 und 2020 war Gimpel Professor für Wirtschaftsingenieurwesen an der Mathematisch-Naturwissenschaftlich-Technischen Fakultät der Universität Augsburg. Aktuell ist er Inhaber des Lehrstuhls für Digitales Management sowie Leiter des Studiengangs Digital Business Management der Fakultät Wirtschafts- und Sozialwissenschaften an der Universität Hohenheim. Der inhaltliche Schwerpunkt seiner Arbeit liegt dabei auf der Analyse und Gestaltung der Digitalisierung. Des Weiteren ist er am Fraunhofer-Institut für Angewandte Informationstechnik FIT im Finanz- und Informationsmanagement und in der Wirtschaftsinformatik tätig. Neben der Tätigkeit an der Universität Hohenheim ist Professor Gimpel Dozent der Bayerischen EliteAkademie sowie der Fraunhofer Academy und akademischer Leiter der Digital Leadership Academy.

## Auszeichnungen
- 1. Preis im Hochschulwettbewerb des Deutschen Aktieninstituts
- Klinggräff-Medaille (2004)
- Walter-Georg-Waffenschmidt-Preis für Betriebswirtschaftslehre
- Fuggerpreis (2017)[6]